# Bifrösti Egyetem
A Bifrösti Egyetem Izlandon a Norðurárdalur völgyében helyezkedik el, körülbelül 30 kilométerre Borgarnes-től északra. Az egyetem eredetileg üzleti iskola, de jogi és társadalomtudományi képzéseket is kínál, BA és MA szinteken egyaránt. Az egyetem köré épült ki Bifröst, egy kis falu, amely helyi és nemzetközi diákok lakóhelyéül szolgál, de családok is laknak a környéken. Bifröst az egyetlen olyan falu Izlandon, amely lényegében egy egyetemi campus.

## Történet
A Bifrösti Egyetemet (eredeti nevén Samvinnuskólinn) Reykjavíkban alapították 1918-ban, az oxfordi Ruskin Egyetem mintájára. Az egyetemet eredetileg azért hozták létre, hogy vezetőket képezzenek az üzleti és egyetemi élet számára. 1955-ben az egyetemet Borgarfjörður-ba költöztették, a fővárostól 110 kilométerre távol, északra. Az Izlandon egyedülálló campus 1988-ban lett hivatalosan elismerve, kezdetben csak mint üzleti iskola, de 2002-től jogi, illetve 2005-től társadalmi tanulmányok szakokon is lehet diplomát szerezni. Bifröst egy privát, önkormányzó, nonprofit intézmény, ami bevételei 40%-át az izlandi államtól, 40%-át tandíjakból, 20%-át pedig más forrásokból szerzi. Az egyetem volt diákjai közt találhatunk sikeres vállalkozókat, és az izlandi üzleti és politikai életben szerepet vállaló vezetőket.

### Vezetőség, rektorok és igazgatók
- Jónas Jónsson Hriflából 1918–1955
- Guðmundur Sveinsson 1955–1974
- Haukur Ingibergsson 1974–1981
- Jón Sigurðsson 1981–1991
- Vésteinn Benediktsson 1991–1995
- Jónas Guðmundsson 1995–1999
- Runólfur Ágústsson 1999–2006
- Bryndís Hlöðversdóttir 2006–2007
- Ágúst Einarsson 2007–2010
- Magnús Árni Magnússon 2010–2011
- Bryndís Hlöðversdóttir 2011–2013
- Vilhjálmur Egilsson 2013–2020
- Margrét Jónsdóttir Njarðvík 2020–[4]

## Bifröst, a falu
Maga a falu nem más, mint egy egyetemi campus. Területén található az egyetem épülete, egy hotel, amiben találhatunk éttermet, egy élelmiszerbolt, illetve különböző szabadidős tevékenységeket szolgáló épületek. A campus területén rendelkezésre áll ingyenesen használható műfüves focipálya, kosárlabda pálya, konditerem, pezsgőfürdő, játszótér, illetve egy olyan szoba, ahol biliárdasztal, csocsóasztal és egyéb szórakoztatási berendezések találhatóak. Az egyetemi épületen belül találjuk a nagyon jól felszerelt tantermeket, a bankautomatát, illetve a mosókonyhát is, melyet a lakók a nap 24 órájában használhatnak. A lakók ingyenesen használhatják az egyetem internet hálózatát, biztosítva van vezetékes és vezeték nélküli hálózat egyaránt. A legközelebbi bank, illetve orvosi rendelő Borgarnes-ben található.
A lakók egy része diák, akik közt találhatunk izlandi, és csereprogramok keretein belül érkező külföldi diákokat is. Rajtuk kívül sok család lakik a campus területén.

### Lakhatás
A diákokat a campus területén található apartmanokban szállásolják el, az egyetem épülete mindegyikből pár perc alatt megközelíthető. A cserediákok a Bollakot, illetve a Vallarkot nevű apartmanokban laknak. Egy apartmanban maximum 6 diák lakik, mindenki saját szobával és saját fürdőszobával rendelkezik, a nappali és a konyha közös. Az apartmanok jól felszereltek, minden szükséges háztartási eszköz, illetve konyhai felszerelés rendelkezésre áll (porszívó, televízió, turmixgép, kávéfőző, elektromos sütő, stb.). Az aktuális árakról érdemes az egyetemnél érdeklődni, ugyanis a honlapon egy korábbi árlista található.

### Bevásárlás
Bifröst területén nem található szupermarket [mikor?], mindössze egy kis élelmiszerbolt, ami széles választékot kínál élelmiszerekben.[forrás?]

## Tanulás cserediákoknak
Az egyetemen az izlandi diákokon kívül cserediákok is tanulnak. Jelenleg az egyetemen 8 kurzus érhető el a külföldi tanulóknak. A jelenleg, 2014-ben elérhető kurzusok: Arctic Studies, Game Theory, Business Ethics, Negotation and Sales Management, International Business, Icelandic Language and Culture, illetve a Term Project, ami csoportmunkát fed le, és a Symposium, ami egy adott kérdéskör szemináriumi megvitatását takarja (jelen esetben a Symposium az orosz-ukrán konfliktust tárgyalja). A kurzusokat nem egyszerre, hanem két részletben lehet elvégezni a szemeszter alatt, közte található a vizsgaidőszak.
Az órák általában 2 órán át tartanak, fél óra szünettel. Ez kurzusonként eltérhet. A tanárok jól felkészült szakemberek, a körülmények pedig nemzetközi szintűek. A kurzus teljesítésének feltételeit minden tanár máshogyan határozza meg, általában beadandókkal, zárthelyi dolgozatokkal, prezentációkkal, illetve esetenként vizsgázással lehet teljesíteni az adott tantárgyat. Egy tantárgy általában 6 ECTS értékű.
A tanulóknak lehetőségük van megtanulni az izlandi nyelv alapjait, erre az Icelandic Language and Culture ad lehetőséget.

### Egyetemi élet
A diákok szabadidejükben kirándulnak, illetve különböző egyéni és csoportos tevékenységeket végeznek. Ilyenek lehetnek a sport, filmnézés, közös főzés, de rendszeresek a különféle partik, melyeket részben a diákok szerveznek, másrészt nekik szervezi a vezetőség. Többször szerveznek pókerbajnokságot, sportbajnokságokat, különböző kvízeket, filmes esteket, sörfesztivált.

## Látnivalók
Bifröst területén található a Glanni vízesés, A Langjökull is igen közel található [pontosabban?].

## Fordítás
- Ez a szócikk részben vagy egészben  a   Bifröst University című angol Wikipédia-szócikk fordításán alapul.  Az eredeti cikk szerkesztőit annak laptörténete sorolja fel. Ez a jelzés csupán a megfogalmazás eredetét és a szerzői jogokat jelzi, nem szolgál a cikkben szereplő információk forrásmegjelöléseként.